# Vazzaz
Vazzaz je priimek več znanih Slovencev:
- Jelica Vazzaz (1914—2007), gimnastičarka, pedagoška in športna delavka
- Ludovik (Ljudevit) Vazzaz (1880—1976), geograf, prof.
- Vladimir Vazzaz (1909—2007), geodet, univ. prof.